# Flor Bertotti World Tour
Il Flor Bertotti World Tour, anche noto come Flor Bertotti En Concierto, è stata la prima tournée da solista dell'attrice e cantante argentina Florencia Bertotti, volta a celebrare i vent'anni della serie televisiva Flor - Speciale come te, che l'ha resa nota internazionalmente.
Il tour è iniziato ufficialmente il 29 settembre 2023 in Guatemala, seppur una "data zero" si è tenuta in Bolivia il 22 aprile 2023, e si è concluso il 7 dicembre 2024 a La Plata in Argentina dopo 52 repliche tra le Americhe e l'Europa, e un pubblico di oltre 300.000 persone.

## Antefatti
I rumors di un tour da parte delle Bertotti sono iniziati a seguito della performance di quest'ultima a Tel Aviv il 18 settembre 2022, come parte del concerto "Locura en Menora" tenuto insieme a Felipe Colombo, Rocío Igarzábal e Chen Aharoni.
Il 7 marzo 2023 l'attrice ha annunciato tramite il suo profilo Instagram i primi concerti di quello che sarebbe poi stato un tour internazionale, con tre date in Bolivia previste per il 22, 25 e 28 aprile, di cui però soltanto la prima si è effettivamente svolta.
Gli spettacoli della leg del 2023 sono poi stati svelati sempre su Instagram il 12 agosto 2023, con tappe in Guatemala, El Salvador, Repubblica Dominicana, Costa Rica, Uruguay, Paraguay e Perù.
Il 14 dicembre sono state annunciate le date della prima leg di concerti per il 2024, distribuiti tra Panama, Messico, Colombia e Cile.
Dopo diverse speculazioni su degli show anche in Italia, il 22 dicembre 2023 è stato annunciato il primo concerto a Napoli al Teatro Palapartenope, previsto per il 3 maggio successivo. I biglietti sono stati messi in vendita il 5 gennaio 2024 su TicketOne, registrando il sold-out in appena 3 minuti. Una successiva data è stata quindi aggiunta per il 4 maggio, riscontando ancora una volta il tutto esaurito, in soli 7 minuti. Per soddisfare l'enorme richiesta di biglietti da parte del pubblico italiano, la Bertotti ha annunciato il 2 febbraio 2024 quattro nuovi concerti previsti per il maggio seguente, con tappe a Torino al Palasport Olimpico, Roma al Palazzo dello Sport, Milano al Forum di Assago e a Bologna all’Unipol Arena. I biglietti sono stati commercializzati a partire dal 9 febbraio 2024.
Nel frattempo, a partire dal 27 dicembre 2023, sono state comunicate, le prime date in Argentina, con tappa al Movistar Arena di Buenos Aires. Progressivamente il numero di concerti si è esteso a 12 presso lo stesso palazzetto, visto l'incredibile successo riscontrato dalle prime vendite dei biglietti. La Bertotti ha quindi conquistato il prestigioso primato di artista col numero più alto di performance tenute proprio al Movistar.  Sono infine seguiti gli annunci per le date a Salta, Corrientes e La Plata.
Il 26 gennaio è stato annunciato il concerto al WiZink Center di Madrid per il 30 giugno.
Il 14 febbraio 2024 è infine stata aggiunta alla tournée la prima esibizione negli Stati Uniti d'America, prevista a Miami per il 7 settembre successivo. Dopo un immediato sold out, è stata aggiunta una replica a Miami per l'8 settembre e nuove date a New York, Houston, Chicago, Hidalgo e Los Angeles (quest'ultime quattro città poi annullate).
Il 3 maggio 2024, è stato comunicato che i concerti previsti a Bologna e Torino sarebbero stati spostati in location più piccole, a causa delle scarse vendite riscontrate. Florencia si è quindi esibita rispettivamente al Teatro Europauditorium (con cambio data dal 6 al 16 maggio) e al Teatro Concordia di Venaria Reale, totalizzando in questo modo un doppio sold-out. A Milano, invece, per soppiantare allo scarso numero di biglietti venduti, gli organizzatori hanno eseguito un upgrade dei settori dei posti a sedere, così da chiudere l'anello C e distribuire tutti gli spettatori tra la sezione A e B del Forum.
Un'ultima data italiana è poi stata annunciata il 27 maggio 2024, con tappa all'Ex Base Nato di Napoli, per il 30 giugno seguente. I biglietti sono stati messi in vendita a partire dalle ore 13 del 30 maggio.

## Descrizione
Lo spettacolo è stato presentato nella sua prima versione, per le date tenutesi nel 2023, per poi essere rivisitato per gli spettacoli 2024. Lo show ha poi subito un ulteriore restyling per i concerti argentini.
Il concerto si divide in 7 atti e un encore finale. La Bertotti completa oltre 12 cambi d'abito in circa due ore di performance e segue una lunga scaletta che si compone di oltre 20 canzoni.
Il palco si componeva generalmente di un main-stage sul quale era presente un'ampia struttura di maxi-schermi, utilizzati per le diverse scenografie con appositi backdrop video. In alcuni spettacoli, come l'ultimo tenutosi a La Plata, è stata connessa una passerella al palco principale.
Insieme alla cantante, sul palco compare una band di 5 musicisti, 1 corista e 6 ballerini.

## Sinossi

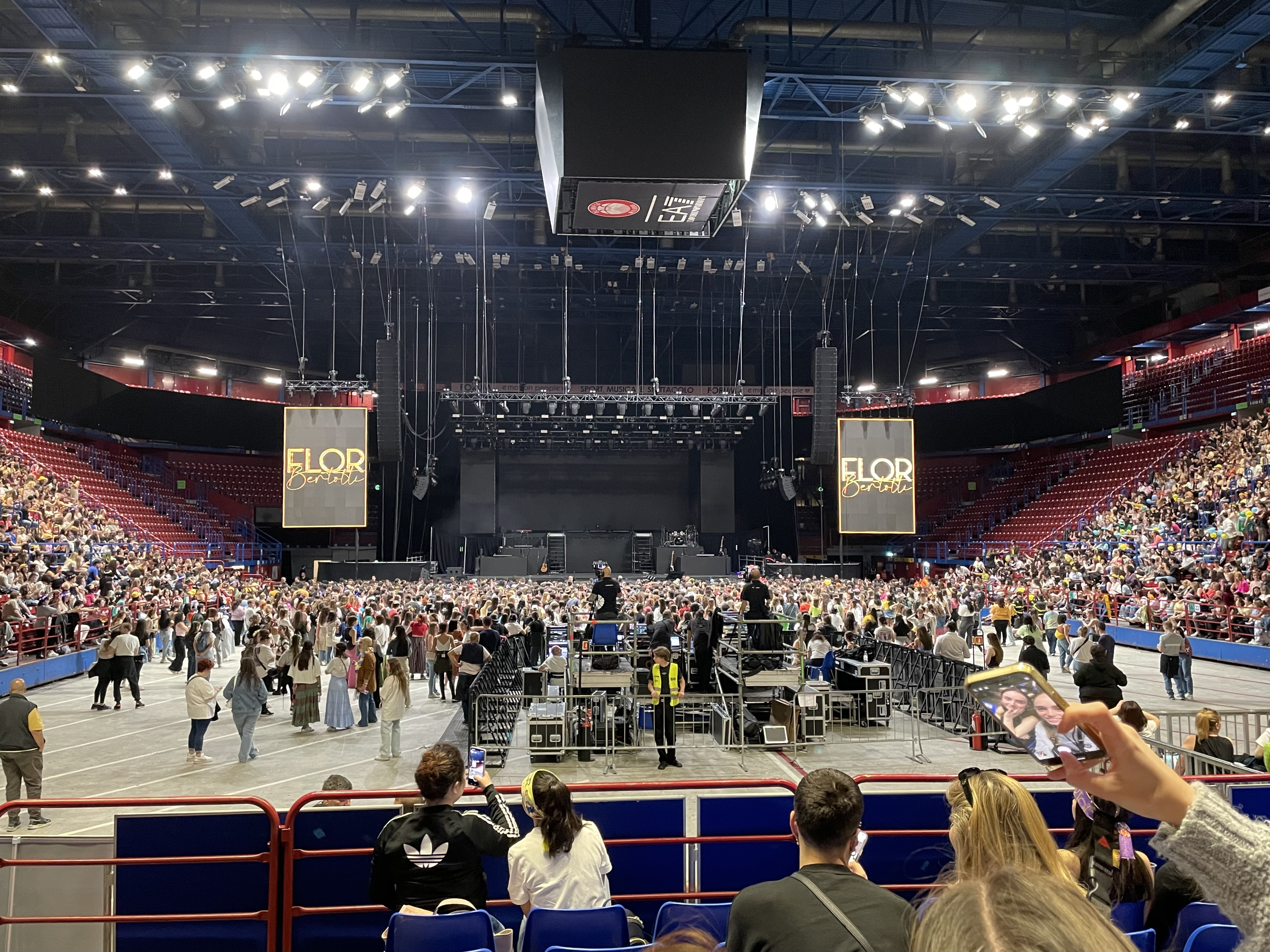
Palco del Flor Bertotti World Tour

Il concerto si apre con un countdown sui maxi-schermi, sui quali compare anche un volo aereo simbolico che si sposta da Buenos Aires (città natale della star) verso la città del concerto, con una scenografia simile a quella di un aeroporto. Florencia entra quindi in scena, con delle valige, per Arriba Las Illusiones, insieme al suo corpo di ballo. Lo show prosegue, tra i vari cambi d'abito, con Hay un cuento, Hola qué tal, una versione estesa di Por qué e Pobres los ricos. Dopo lo YouTube Video Interlude, la Bertotti torna in scena con un abito appositamente realizzato con i colori della bandiera della nazione in cui si esibisce, per cantare Ay qui lindo, Un enorme dragón e Quédate conmigo.
Segue quindi un set acustico, introdotto da Ven a mí, in cui la cantante accetta le richieste del pubblico, performando alcuni dei classici di Flor - Speciale come te, come Kikiriki, Corazones al viento e Y la vida, per chiudere con A baliar. Flor indossa quindi un abito azzurro per Mi vestido azul. Si continua poi con Eso no se hace e Y así será in duetto con Willie Lorenzo, per le parti originariamente di Juan Gil Navarro. Per Te amo más, la Bertotti viene raggiunta dal marito Federico Amador.
Un primo momento conclusivo vede la performance di Flores amarillas, in abito giallo canarino, e La vida es hoy (sostituita da Las estrellas per i concerti argentini).
Il concerto si chiude con Tic tac e la cover di All You Need Is Love dei Beatles.

## Scaletta

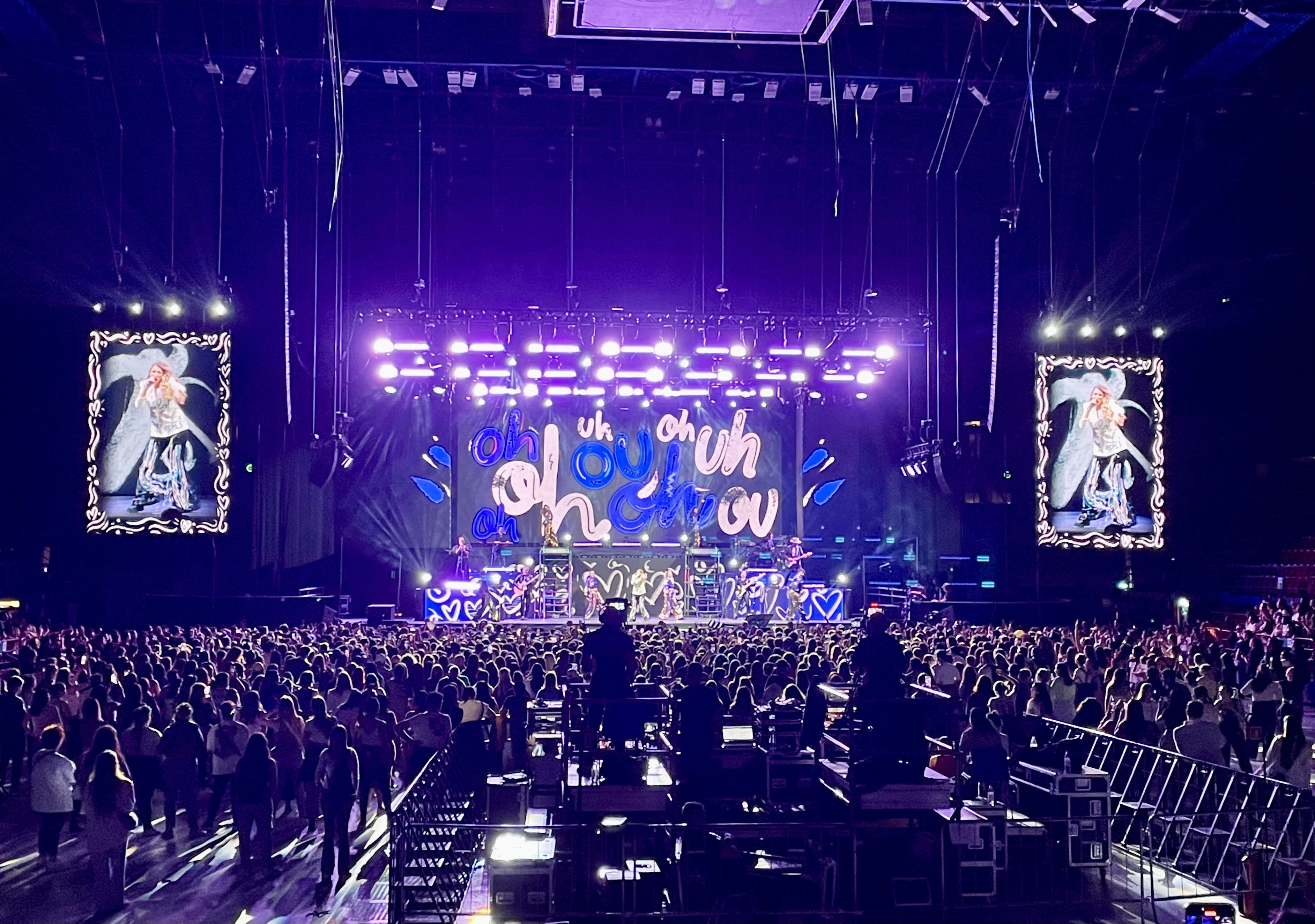
Florencia in concerto a Milano

La scaletta è rappresentativa dei concerti tenutisi durante il 2024.
1. Arriba las illusiones
2. Hay un cuento
3. Hola qué tal
4. Por qué
5. Pobres los ricos
6. Ay qué lindo
7. Un enorme dragón
8. Quédate conmigo
9. Ven a mí
10. Medley acustico di canzoni richieste dal pubblico (Kikiriki, Y la vida, Chaval chulito, Mi Romeo, ecc.)
11. A bailar
12. Mi vestido azul
13. Eso no se hace
14. Y así será
15. Te amo más
16. Flores amarillas
17. La vida es hoy
18. Tic tac
19. All You Need Is Love

### Variazioni della scaletta
- I concerti del 2023 seguivano un ordine diverso, con la performance di Miles de gotas dopo Hola qué tal, un set acustico fisso che comprendeva: Ven a mí, Y la vida, Te siento, Kikiriki, Pobres los ricos, Qué esconde el conde e A bailar. Inoltre, Te amo más non veniva performata.
- Gli spettacoli argentini prevedevano la performance completa di Te siento e No te importa dopo Un enorme dragón. Inoltre, la scenografia del set acustico era arricchita da un sistema a candele. Infine, Las estrellas sostituiva La vida es hoy.
- Il 22 ottobre a Buenos Aires è stata eseguita Guapas con Fabiana Cantilo[19].
- Durante il set acustico Flor ha cantato le varie canzoni richiestele dal pubblico. Dagli album di Floricienta, l'unica a non essere mai stata eseguita è Ding Dong.

## Date
| Data                      | Città                     | Stato                     | Luogo                               |                           |                           |                           |
| America Latina e centrale | America Latina e centrale | America Latina e centrale | America Latina e centrale           | America Latina e centrale | America Latina e centrale | America Latina e centrale |
| ------------------------- | ------------------------- | ------------------------- | ----------------------------------- | ------------------------- | ------------------------- | ------------------------- |
| 22 aprile 2023            | Santa Cruz                | Bolivia                   | Estadio Real Santa Cruz             |                           |                           |                           |
| 29 settembre 2023         | Città del Guatemala       | Guatemala                 | Explanada Cardales Cayalá           |                           |                           |                           |
| 1 ottobre 2023            | San Salvador              | El Salvador               | Estadio Cuscatlan                   |                           |                           |                           |
| 5 ottobre 2023            | Santo Domingo             | Repubblica Dominicana     | Pabellón de Volleyball              |                           |                           |                           |
| 7 ottobre 2023            | San José                  | Costa Rica                | Parque Viva                         |                           |                           |                           |
| 21 ottobre 2023           | Montevideo                | Uruguay                   | Palacio Peñarol                     |                           |                           |                           |
| 11 novembre 2023          | Lima                      | Perù                      | Circulo Militar                     |                           |                           |                           |
| 15 novembre 2023          | Quito                     | Ecuador                   | Coliseo General Rumiñahui           |                           |                           |                           |
| 17 novembre 2023          | Guayaquil                 | Ecuador                   | Arena Park                          |                           |                           |                           |
| 19 novembre 2023          | Guayaquil                 | Ecuador                   | Arena Park                          |                           |                           |                           |
| 2 dicembre 2023           | Asunción                  | Paraguay                  | SND Arena                           |                           |                           |                           |
| America centrale          |                           |                           |                                     |                           |                           |                           |
| 4 febbraio 2024           | Città del Messico         | Messico                   | Auditorio Nacional                  |                           |                           |                           |
| 8 febbraio 2024           | Guadalajara               | Messico                   | Auditorio Telmex                    |                           |                           |                           |
| 11 febbraio 2024          | Monterrey                 | Messico                   | Arena Monterrey                     |                           |                           |                           |
| 12 febbraio 2024          | Monterrey                 | Messico                   | Arena Monterrey                     |                           |                           |                           |
| 14 febbraio 2024          | Puebla                    | Messico                   | Auditorio Metropolitano             |                           |                           |                           |
| 17 marzo 2024             | Bogotà                    | Colombia                  | Corfeias                            |                           |                           |                           |
| 20 marzo 2024             | Querétaro                 | Messico                   | Auditorio Josefa Ortiz de Domínguez |                           |                           |                           |
| 22 marzo 2024             | Merida                    | Messico                   | Foro GNP                            |                           |                           |                           |
| 24 marzo 2024             | Città del Messico         | Messico                   | Auditorio Nacional                  |                           |                           |                           |
| 27 marzo 2024             | Tijuana                   | Messico                   | Museo Interactivo El Trompo         |                           |                           |                           |
| 14 aprile 2024            | Veracruz                  | Messico                   | World Trade Center                  |                           |                           |                           |
| 19 aprile 2024            | Città del Messico         | Messico                   | Arena CDMX                          |                           |                           |                           |
| 21 aprile 2024            | Torreon                   | Messico                   | Coliseo Centenario                  |                           |                           |                           |
| Europa                    |                           | Messico                   |                                     |                           |                           |                           |
| 3 maggio 2024             | Napoli                    | Italia                    | Teatro Palapartenope                |                           |                           |                           |
| 4 maggio 2024             | Napoli                    | Italia                    | Teatro Palapartenope                |                           |                           |                           |
| 9 maggio 2024             | Milano                    | Italia                    | Unipol Forum                        |                           |                           |                           |
| 12 maggio 2024            | Torino                    | Italia                    | Teatro della Concordia              |                           |                           |                           |
| 14 maggio 2024            | Roma                      | Italia                    | Palazzo dello Sport                 |                           |                           |                           |
| 16 maggio 2024            | Bologna                   | Italia                    | Teatro Europauditorium              |                           |                           |                           |
| America Latina            |                           |                           |                                     |                           |                           |                           |
| 25 maggio 2024            | Santiago                  | Cile                      | Teatro Caupolican                   |                           |                           |                           |
| 26 maggio 2024            | Santiago                  | Cile                      | Teatro Caupolican                   |                           |                           |                           |
| Europa                    |                           |                           |                                     |                           |                           |                           |
| 30 giugno 2024            | Madrid                    | Spagna                    | WiZink Center                       |                           |                           |                           |
| 3 luglio 2024             | Napoli                    | Italia                    | Ex Base NATO                        |                           |                           |                           |
| America centrale          |                           |                           |                                     |                           |                           |                           |
| 28 agosto 2024            | Panama                    | Panama                    | Figali Convention Center            |                           |                           |                           |
| America del Nord          |                           |                           |                                     |                           |                           |                           |
| 7 settembre 2024          | Miami                     | Stati Uniti               | James L Knight Center               |                           |                           |                           |
| 8 settembre 2024          | Miami                     | Stati Uniti               | James L Knight Center               |                           |                           |                           |
| 10 settembre 2024         | New York                  | Stati Uniti               | United Palace Theatre               |                           |                           |                           |
| Argentina                 |                           |                           |                                     |                           |                           |                           |
| 21 settembre 2024         | Buenos Aires              | Argentina                 | Movistar Arena                      |                           |                           |                           |
| 22 settembre 2024         | Buenos Aires              | Argentina                 | Movistar Arena                      |                           |                           |                           |
| 24 settembre 2024         | Buenos Aires              | Argentina                 | Movistar Arena                      |                           |                           |                           |
| 25 settembre 2024         | Buenos Aires              | Argentina                 | Movistar Arena                      |                           |                           |                           |
| 15 ottobre 2024           | Buenos Aires              | Argentina                 | Movistar Arena                      |                           |                           |                           |
| 16 ottobre 2024           | Buenos Aires              | Argentina                 | Movistar Arena                      |                           |                           |                           |
| 22 ottobre 2024           | Buenos Aires              | Argentina                 | Movistar Arena                      |                           |                           |                           |
| 23 ottobre 2024           | Buenos Aires              | Argentina                 | Movistar Arena                      |                           |                           |                           |
| 8 novembre 2024           | Buenos Aires              | Argentina                 | Movistar Arena                      |                           |                           |                           |
| 9 novembre 2024           | Buenos Aires              | Argentina                 | Movistar Arena                      |                           |                           |                           |
| 25 novembre 2024          | Buenos Aires              | Argentina                 | Movistar Arena                      |                           |                           |                           |
| 26 novembre 2024          | Buenos Aires              | Argentina                 | Movistar Arena                      |                           |                           |                           |
| 29 novembre 2024          | Salta                     | Argentina                 | Estadio Delmi                       |                           |                           |                           |
| 7 dicembre 2024           | La Plata                  | Argentina                 | Estadio Estudiantes de La Plata     |                           |                           |                           |

### Cancellazioni
| Data             | Città       | Stato       | Luogo                          | Causa                                                 |
| ---------------- | ----------- | ----------- | ------------------------------ | ----------------------------------------------------- |
| 25 aprile 2023   | Cochabamba  | Bolivia     | Estadio Felix Capriles         | Cause sconosciute                                     |
| 28 aprile 2023   | La Paz      | Bolivia     | Teatro Al Aire Libre           | Cause sconosciute                                     |
| 12 aprile 2024   | Pachuca     | Messico     | Explanada Pachuca              | Cause sconosciute                                     |
| 17 aprile 2024   | Toluca      | Messico     | Teatro Morelos                 | Cause sconosciute                                     |
| 20 aprile 2024   | León        | Messico     | Velaria de la Feria de León    | Cause sconosciute                                     |
| 30 agosto 2024   | Caracas     | Venezuela   | Concha Acústica de Bello Monte | Cancellato a causa delle tensioni politiche nel Paese |
| 1 settembre 2024 | Chicago     | Stati Uniti | Rosemont Theatre               | Cause sconosciute                                     |
| 3 settembre 2024 | Houston     | Stati Uniti | Smart Financial Centre         | Cause sconosciute                                     |
| 5 settembre 2024 | Hidalgo     | Stati Uniti | Payne Arena                    | Cause sconosciute                                     |
| 5 settembre 2024 | Los Angeles | Stati Uniti | The Dolby Theatre              | Cause sconosciute                                     |

### Riprogrammazioni
| Data            | Città   | Stato     | Luogo                    | Causa |
| --------------- | ------- | --------- | ------------------------ | --- |
| 1 febbraio 2024 | Panama  | Panama    | Figali Convention Center | Riprogrammato al 28 agosto per problemi logistici                                                                                        |
| 6 maggio 2024   | Bologna | Italia    | Unipol Arena             | Riprogrammato al 16 maggio al Teatro EuropAuditorium, a causa dei pochi biglietti venduti                                                |
| 12 maggio 2024  | Torino  | Italia    | Inalpi Arena             | Spostato al Teatro Concordia di Venaria, a causa dei pochi biglietti venduti                                                             |
| 3 novembre 2024 | Salta   | Argentina | Estadio Padre Martearena | Riprogrammato al 29 novembre a causa di problemi logistici. Il 28 novembre è stato spostato all'Estadio Delmi a causa dell'allerta meteo |

## Registrazioni e broadcasting
L'entourage della Bertotti ha registrato professionalmente tutti gli spettacoli della tournée, ma in modo particolare quelli di Buenos Aires e a partire dal 9 maggio 2025 ha iniziato a  pubblicare in 4K i video live delle seguenti performance:
1. Arriba las Ilusiones.[23]
2. Hay un cuento
3. Hola qué tal
4. Por qué
5. Pobres los ricos
6. Ay qué lindo
7. Un enorme dragón
8. Miles de gotas
9. Ven a mí
10. Que esconde el conte
11. Corazones al viento / Floricienta
12. Cosas que odio de vos
13. Y la vida
14. Mi vestido azul

## Documentario
A partire dal 6 maggio 2025, la cantante ha iniziato a pubblicare sul suo canale YouTube la serie-documentario dietro le quinte della tournée, intitolata "Flor Bertotti Tour desde adentro".
- Capítulo 1: si racconta di come è nata l'idea di produrre una tournée a seguito della partecipazione di Bertotti ad un concerto in Israele, della prima scaletta elaborata e dello show in Bolivia.